# 末弘喜久
末弘 喜久（すえひろ よしひさ、1956年6月28日 - ）は、日本の小説家。大分県宇佐市出身。

## 経歴
2000年、「塔」で第24回すばる文学賞受賞。

## 作品リスト
- 『塔』（2001年1月10日、集英社、ISBN 9784087745054）
  - 初出:『すばる』2000年11月号

## 単行本未収録作品
- 拈華微笑　(『すばる』2001年6月号)
- 果てしなき螺旋階段の果てに (『すばる』2002年6月号)
- 秋のメルヘン (『西日本新聞』2005年9月5日,13日,19日,26日(4回連載))